# Distrito Nervión
Nervión es uno de los once distritos en que está dividida a efectos administrativos la ciudad de Sevilla, capital de la comunidad autónoma de Andalucía, en España. Está situado en el área central del municipio. Limita al sur con el distrito Sur; al este, con el distrito Cerro-Amate; al norte con el distrito de San Pablo-Santa Justa; y al oeste con el distrito Casco Antiguo

## Barrios
- Nervión
- Huerta del Pilar
- La Florida
- La Buhaira
- La Calzada
- San Roque
- Ciudad Jardín[1]